# غونزالو كاسترو

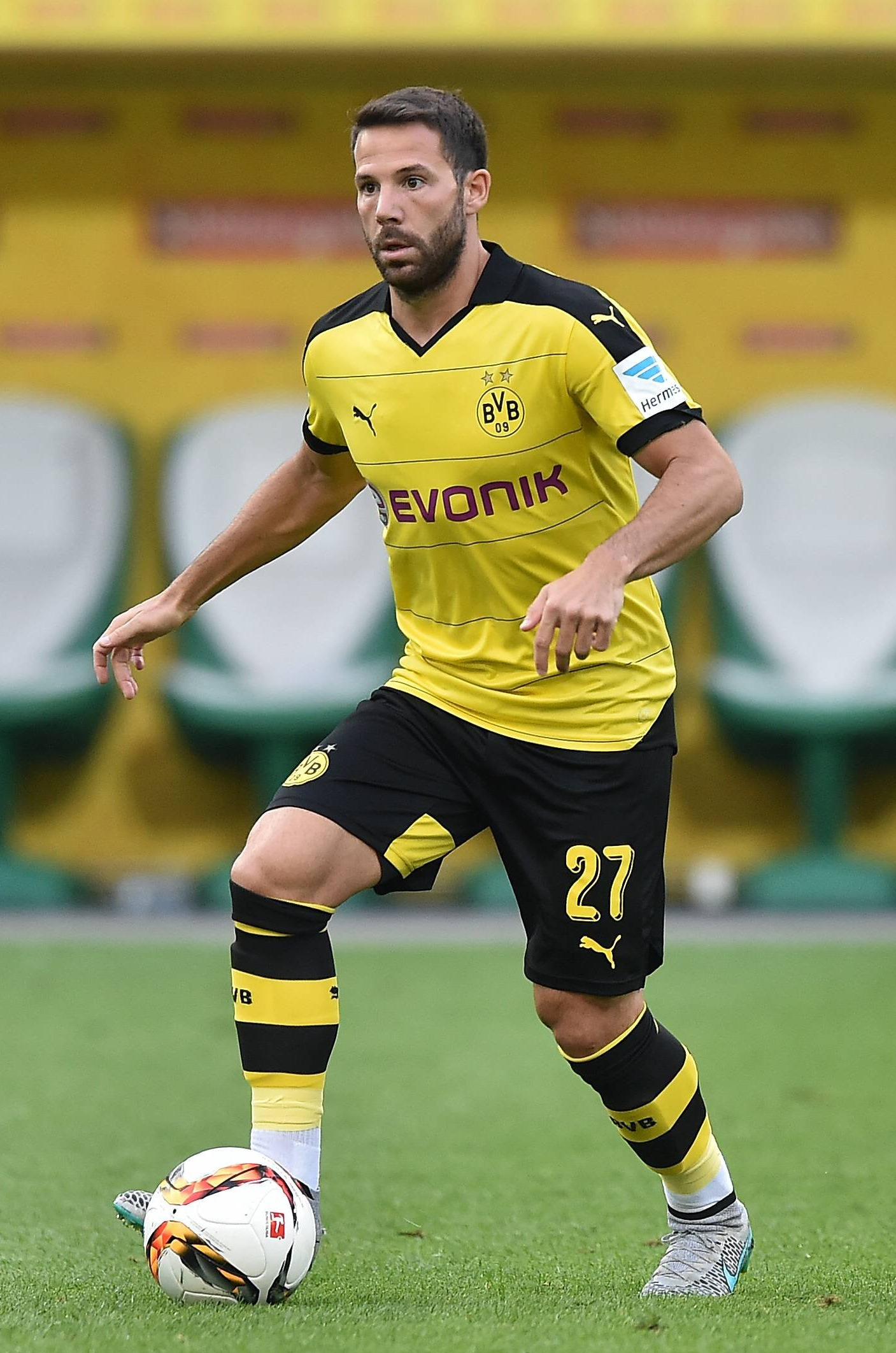

غونزالو كاسترو (مواليد 11 يونيو 1987 في فوبرتال - ألمانيا الغربية) لاعب كرة قدم ألماني ذو أصول إسبانية لعب في الدوري الألماني في أندية باير ليفركوزن وشتوتغارت وبوروسيا دورتموند وأرمينيا بيليفيلد في مركز الظهير .

## مسيرته الكروية
لعب غونزالو كاسترو خلال مسيرته الاحترافية مع 4 أندية في سبعة عشر موسمًا وسجل خلالها 39 هدفًا ضمن 421 مباراة. حيث فاز في موسم واحد بالكأس ولم يفز بأي دوري.
خاض غونزالو كاسترو مسيرته مع نادي باير 04 ليفركوزن في موسم 2004–05 ليلعب معه أحد عشر موسمًا، مشاركًا في 286 مباراة سجل خلالها 25 هدفًا. ثم انتقل إلى نادي بوروسيا دورتموند في موسم 2015–16 واستمر معه طيلة ثلاثة مواسم، حيث شارك في 72 مباراة سجل خلالها 6 أهداف. لينتقل بعدها إلى نادي شتوتغارت في موسم 2018–19 ولمدة موسمين، مشاركًا في 53 مباراة سجل خلالها 5 أهداف.

## روابط خارجية
- غونزالو كاسترو على موقع الاتحاد الأوربي (الإنجليزية)
- غونزالو كاسترو على موقع قاعدة بيانات كرة القدم.إي يو (الإنجليزية)
- غونزالو كاسترو على موقع بيانات كرة القدم. دي إي (الألمانية)
- غونزالو كاسترو على موقع ناشيونال فوتبول تيمز (الإنجليزية)
- غونزالو كاسترو على موقع Soccerway.com (الإنجليزية)
- غونزالو كاسترو على موقع عالم كرة القدم.نت (الإنجليزية)
- غونزالو كاسترو على موقع كووورة
- غونزالو كاسترو على موقع AS.com (الإسبانية)